# The Ideal Copy
| 전문가 평가      | 전문가 평가 |
| 평가 점수        | 평가 점수   |
| 출처             | 점수        |
| ---------------- | ----------- |
| AllMusic         | [ 2 ]       |
| Rolling Stone    | (Not Rated) |
| Robert Christgau | B−          |

《The Ideal Copy》는 1987년 4월, 뮤트 레코드에서 발매한 영국의 포스트펑크 밴드 와이어의 네 번째 스튜디오 음반이다. 1980~1985년 밴드가 해체된 후 첫 스튜디오 음반이다(이 밴드는 재결합 후 1986년에 《Snakedrill》 EP를 녹음하여 발매하기도 했다). 《The Ideal Copy》는 영국 음반 차트에서 87위로 정점을 찍었다.

## 배경
와이어는 《Chairs Missing》 (1978년)과 《154》 (1979년) 음반에 전자 악기를 사용했지만, 공백기 이후 와이어는 시퀀서, 신시사이저, 드럼 머신의 사용을 더욱 공개적으로 수용했다. 이로 인해 음악 평론가들은 《The Ideal Copy》를 뉴 오더와 같은 그룹과 비교했다. 한 비평가인 커크 필모어는 베이시스트 그레이엄 루이스가 이전 와이어 음반에서 그런 스타일로 연주한 적이 있지만, 싱글 〈Ahead〉의 일렉트릭 베이스 사운드를 뉴 오더의 피터 훅 사운드와 비교하기도 했다. 실제로 저널리스트 리처드 그래벨은 "뉴 오더와 기타 여러 신스 앤 기타 밴드가 70년대 후반 와이어에서 힌트를 얻었다"고 지적하며 "상황이 완전히 원을 그리게 되었다"고 말했다.
1988년 5월, 《The Ideal Copy》는 DAT 형식으로 상업적으로 발매된 최초의 대중 음악 음반이 되었다.

## 곡 목록
모든 곡들은 와이어에 의해 작사/작곡하였다.
| #  | 제목                      | 재생 시간 |
| -- | ------------------------- | --------- |
| 1. | 〈The Point of Collapse〉 | 5:18      |
| 2. | 〈Ahead〉                 | 4:53      |
| 3. | 〈Madman's Honey〉        | 4:23      |
| 4. | 〈Feed Me〉               | 5:50      |
| 5. | 〈Ambitious〉             | 4:00      |
| 6. | 〈Cheeking Tongues〉      | 2:02      |
| 7. | 〈Still Shows〉           | 4:00      |
| 8. | 〈Over Theirs〉           | 5:18      |